# Тери О'Куин
Терънс Куин (на английски: Terrance Quinn), по-известен като Тери О'Куин (на английски: Terry O'Quinn) е американски актьор, носител на награди „Еми“ и „Сатурн“. Той е известен с ролите си във филмите „Вторият баща“ и „Кънки с остър връх“ и в сериалите „Хилядолетие“, „Западното крило“, както и с ролята на Джон Лок в телевизионната поредица „Изгубени“ на ABC.

## Биография
Тери О'Куин е роден на 15 юли 1952 г. в Нюбъри, Мичиган.

## Филмография
- „Финиъс и Фърб“ - 2014
- „Гангстерски връзки“ - 2014
- „Парк авеню 666“ - 2012
- „Падащи небеса“ - 2012-2013
- „Хавай 5-0“ - 2011-2013
- „Най-великите фантасти“ - 2007
- „Изгубени“ - 2004-2010
- „Закон и ред: Умисъл за престъпление“ - 2004
- „Военни престъпления“ - 2004
- „Военна прокуратура“ - 1995-2002
- „Западното крило“ - 2003-2004
- „Наричана още“ - 2002-2003
- „Доброто старо време“ - 2003 г.
- „Досиетата Х“ - 2002 г.
- „Розуел“ - 2001
- „Досиетата Х“ (филм) - 1998
- „Хилядолетие“ - 1996-1999
- „Диагноза: Убийство“ - 1996
- „Досиетата Х“ - 1995
- „Смело сърце“ - 1995
- „Стар Трек: Следващото поколение“ - 1994
- „Приказки от криптата“ - 1994
- „Тумбстоун“ - 1993
- „Кънки с остър връх“ - 1992
- „Човекът ракета“ - 1991
- „Вторият баща 2“ - 1989
- „Млади стрелци“ - 1988
- „Вторият баща“ - 1987